# Igazságügyi alkalmazott
Az igazságügyi alkalmazott egy jogi gyűjtőfogalom. Az igazságügy területén olyan, különböző képzettséget igénylő munkaköröket fog össze, ahol a szolgálati jogviszony alanya egyrészről az igazságügyi szerv, másrészről az igazságügyi alkalmazott. Az igazságügyi alkalmazottak munkavégzését szolgálat teljesítésnek nevezik, munkaviszonyukat pedig szolgálati jogviszonynak (akárcsak a bíráknál).
Jogállásukat az igazságügyi alkalmazottak szolgálati jogviszonyáról szóló 1997. évi LXVIII. törvény (Iasz.) szabályozza. E szolgálati jogviszonyra más jogszabály rendelkezéseit kizárólag akkor lehet  alkalmazni, ha azt az Iasz elrendeli.

## Igazságügyi alkalmazottak
Igazságügyi alkalmazottak a törvény alapján a következők:
- a) a bírósági fogalmazó és a bírósági titkár,
- b) a technikus,
- c) az igazságügyi szakértő és a szakértőjelölt,
- d) a tisztviselő,
- e) az írnok, valamint
- f) a fizikai dolgozó.[2]

## A bírósági fogalmazó
A bírósági fogalmazó egy jogi végzettséget igénylő foglalkozás. A bírósági fogalmazó igazságügyi alkalmazott.
A jogvégzett bírósági fogalmazó a jogi gyakorlat ismereteit sajátítja el, ezáltal válik alkalmassá a bírósági  tevékenységre. Szakvizsgáinak  letétele után bírósági titkár lehet, illetve újabb gyakorlat és újabb szakvizsga után bírói kinevezést kaphat.
A bírósági fogalmazó nem lehet tagja pártnak, és nem folytathat politikai tevékenységet.

### Joggyakorlata
A bíróságokon fogalmazók működnek, a bírói tisztség ellátásához szükséges gyakorlati ismeretek megszerzése érdekében. A bírósági fogalmazó részére a joggyakorlat keretében biztosítani kell, hogy minden bírósági szinten és ügyszakban megfelelő gyakorlatot szerezzen, határozattervezeteket készítsen, jegyzőkönyvet vezessen, az ügyfelek fogadásán részt vegyen. A fogalmazó önálló hatáskörét törvény állapítja meg. A joggyakorlat ideje 3 év. A bírósági fogalmazó kinevezésének feltétele a magyar állampolgárság, a büntetlen előélet, továbbá az egyetemi jogi végzettség.

## A bírósági titkár
A bírósági titkár egy jogi szakvizsgát igénylő foglalkozás. A bírósági titkár igazságügyi alkalmazott.
A szakvizsgázott bírósági titkár a jogi gyakorlat ismereteit sajátítja el, ezáltal válik alkalmassá a bírósági  tevékenységre. Újabb egy év gyakorlat után bírói kinevezést kaphat.
A bírósági titkár valamennyi (polgári, büntető, közigazgatási vagy munkaügyi) ügyszakban eljárhat. Feladatainak a részét képezi a bírák munkájának segítése,a melyet a bírói hivatásra való felkészülés keretében végez. Ennek érdekében a bírósági titkárt az általa választott ügyszakban ítélkező bíró mellé osztják be és a bíró utasításának megfelelően, a bíró irányítása és felügyelete mellett jár el.
A bírósági titkár nem lehet tagja pártnak, és nem folytathat politikai tevékenységet.

## A bírósági titkári kinevezés előfeltételei
- cselekvőképesség,
- magyar állampolgárság,
- jogi egyetemi diploma és jogi szakvizsga,
- érvényes pályaalkalmassági vizsgálat és érvényes hatósági erkölcsi bizonyítvány.

A bírósági titkár kinevezése határozatlan időre vagy legfeljebb 5 évig tartó határozott időre szólhat.